# Ноологія
Нооло́гія — вчення про природу та сутність людської розумності, коротко кажучи, ноологія постає філософським вченням про свідомість.
Ноологія — (від грец. nus — дух і logos — вчення) — метод у Рудольфа Ойкена, який має відношення до духу в сфері його «самостійного специфічного життя», в його «бутті в самому собі». Цей метод Ейкен протиставляє психологічному, він служить для того, щоб встановити, як людина домагається розуміння та засвоєння духовного змісту і взагалі приходить до духовного життя.
В 1878 р. Рудольф Ойкен видає книгу «Фундаментальні принципи сучасної філософської думки», що викликала великий інтерес в науковому середовищі. У ній він дає аналіз історичних коренів різних філософських уявлень. 1908 р. Ойкен перевидає цю книгу під новою назвою «Основні напрямки сучасної думки», перемежаючи історичний розвиток філософії з власними філософськими ідеями.